# Каарма (волость)
Ка́арма (эст. Kaarma ) — бывшая волость в Эстонии в составе уезда Сааремаа.

## Положение
Площадь волости — 400 км², численность населения на 1 января 2010 года составляло 4411 человек.
Административный центр волости — город Курессааре. Помимо этого на территории волости находятся ещё 2 посёлка — Асте и Кудьяпе, а также 68 деревень.